# روبن وينتيرز
روبن وينتيرز (بالإنجليزية: Robin Winters)‏ هو رسام وفنان أمريكي، ولد في 1950 في بنيسيا في الولايات المتحدة.